# 河原操子
河原 操子（かわはら みさおこ、1875年6月6日 - 1945年3月7日）は、日本の女子教育者。婚氏は一宮。日本人女性として初めて中国の女子教育に携った先駆者と評される一方、日露戦争時の対露特別任務隊を支援したことからスパイとも評される。

## 人物
筑摩県筑摩郡松本北深志町（現・長野県松本市）に旧松本藩士・河原忠の長女として生まれる。長野県師範学校女子部を卒業後、2年間附属小学校の教員として勤める。1895年東京女子高等師範学校に入学するも、翌年肋膜炎により中退する。1899年、長野高等女学校（現 長野西高等学校）に奉職する。1990年長野に来た下田歌子を訪ねたのをきっかけに、下田の推薦で、横浜で中国人が経営していた在日清国人教育機関「大同学校」の教師となる。学校の名誉学長は亜細亜主義者としても知られる犬養毅であった。この時代に同校教頭から北京語を、寄宿先の香蘭女学校のフランス人教師からフランス語を学んだ。
1902年、再び下田の推薦により、上海の務本女学堂（現・上海市第二中学）の創設に向けた最初の女教師として赴任する。同校は、中国に従来のような西洋人経営のキリスト教学校ではなく、東洋人のみによる女学校を作りたいという地元の篤志(南洋公学師範院卒業生の呉馨)からの要請により下田が協力した学校で、校名の「務本」は教育の基本を意味する。生徒数は半年で約100人に増え、河原は日本語・日本文・算術・唱歌・図画を担当し、唱歌の時間には生徒の父兄なども参加した。
1903年、喀喇沁（カラチン）右翼旗のジャサク郡王グンサンノルブ（貢桑諾爾布）が日本を視察し、その際に下田歌子と面談し、喀喇沁に女学校を開設するため女性教師の派遣を依頼する。下田は操子を推薦したため、操子は内蒙古で初めて開設された女学校・毓正女学堂の教師として招聘される。軍事上の特別任務を受けたともされる。なお、毓正女学堂の校長は王妃善坤であり、彼女は粛親王善耆の妹だった。
毓正女学堂の設立と操子の赴任の裏には東亜同文会の影響が大きく、会員の川島浪速、佐々木安五郎、内田康哉、小田切万寿之助、福島安正、青木宣純、伊藤柳太郎といった人物が関わる対蒙古工作の一面も持っていた。操子がカラチン滞在中の1906年、日露戦争の最中に特務任務で満洲を偵察した横川省三と沖偵介、脇光三ら12名が王宮を訪れ、王や王妃の好意によりその面倒を見ている。
1906年、後任を鳥居龍蔵の妻のきみ子に任せ、天津から神戸に帰国。その際女学堂の生徒3人を連れて行き、実践女学校に留学させている。日本に戻り、横浜正金銀行ニューヨーク副支店長の一宮鈴太郎と結婚して渡米。1909年、自身の体験を『蒙古土産』などの著書にまとめた。
1945年3月に熱海市で死去。

## 家族
- 父・河原忠 ‐ 松本藩士（藩儒）。長野市に転居して私塾を開き、漢学を教えた。操子はその一人娘。　[7][3]
- 夫・一宮鈴太郎 (1870) ‐ 銀行家。父の一宮忠雄は元久留米藩士で元藩主・有馬家の家職を務めた。母は山本亡羊に学んだ医師・越野松園の三女。独逸学協会学校、東京専修学校で学び、横浜正金銀行入行、のち取締役。弟の一宮銀生は大日本塩業（現・日塩）代表取締役。[3][7][8][9]

## 著書
- 『蒙古土産』1909年（『カラチン王妃と私 : モンゴル民族の心に生きた女性教師』と改題され芙蓉書房より1969年に再販）